# The Republican
The Republican est un journal dont le siège social se trouve à Springfield au Massachusetts, aux États-Unis. Il est détenu par Newhouse Newspapers, une filiale de Advance Publications. Il a joué un rôle important dans la création du Parti républicain américain et la carrière de Charles Dow.